# Netzwerkrechner
Ein Netzwerkrechner oder Network Computer, kurz NC, ist ein Computer, der mit minimaler Ausstattung an Hardware spezielle Funktionen eines Personal Computers ersetzen soll. 
In der Zeit von 1995 bis 1997 wurde erwartet, dass solche so genannten thin clients den Gebrauch von herkömmlichen PCs (fat clients) ablösen. 
Die Idee des Network Computing konnte sich aber bis jetzt nicht durchsetzen.
Ziel der Entwicklung dieser Geräte war die Minimierung der Kosten für die Anschaffung und den Betrieb von Arbeitsplatzrechnern in großen Unternehmen (engl. Total Cost of Ownership (TCO)). 
Dazu besitzen NCs keine internen Festplatten, Disketten- oder CD-ROM-Laufwerke, weshalb sich solche Geräte durch eine geringe Stromaufnahme, kleine Netzteile, geringe Wärmeabgabe und somit auch kleine Gehäuse auszeichnen. 
Da der NC das Betriebssystem, die Konfiguration, Anwendungen und Benutzer-Dateien ausschließlich über das Netzwerk bezieht, sind solche Geräte einfach auszutauschen und zentral zu verwalten. 
Dafür ist aber eine schnelle Netzwerk-Verbindung zum Server notwendig.
Auf dem NC laufen grafische Programme wie Webbrowser oder Java-Anwendungen lokal. 
Dies unterscheidet den NC von einem Terminal, bei denen die Programme auf einem entfernten Server laufen. 
Natürlich kann ein NC auch als Terminal dienen.